# Stazione di Jungnang
La stazione di Jungnang (중랑역 - 中浪驛, Jungnang-yeok) è una stazione ferroviaria situata nel quartiere di Jungnang-gu, nella parte orientale di Seul, in Corea del Sud, ed è servita dalla linea Jungang del servizio ferroviario metropolitano Korail, e fermano solo i treni locali.

## Storia
La stazione è stata aperta il 16 dicembre 2005 sulla linea Jungang in concomitanza con la sua elettrificazione e raddoppio.

## Linee
Korail
■ Linea Jungang (Codice: K119)

## Struttura
La stazione, su viadotto,  è dotata di due marciapiedi laterali con due binari passanti laterali, con al centro due binari privi di banchina per i treni passanti. Il collegamento con il mezzanino a ponte è assicurato da scale mobili, fisse e ascensori.
| 1 | ■ Linea Jungang | per Deokso, Paldang, Yangpyeong e Yongmun           |
| 2 | ■ Linea Jungang | per Cheongnyangni, Wangsimni, Oksu, Ichon e Yongsan |

## Stazioni adiacenti
| «             | Servizio      | »             |
| Linea Jungang | Linea Jungang | Linea Jungang |
| ------------- | ------------- | ------------- |
| Hoegi         | Locale        | Sangbong      |
| Transito      | Espresso      | Transito      |